# 島津忠之
島津忠之（?—1569年?），日本戰國時代的武將。赤松氏家臣。播磨島津氏第16代當主。父親是第15代當主島津忠長。

## 生平
生年不詳，家中長男。天文3年（1534年），在父親忠長在朝日山的合戰中戰死後，播磨島津氏的本領播磨國布施鄉、下揖保庄在一時間變成欠所。天文23年（1554年）12月27日，通過赤松晴政的奉行難波泰興，成為布施鄉、下揖保的地頭（『和泉屋四郎左衛門所持文書』）。
永祿12年（1569年），參與赤松政秀和小寺政職的合戰青山土器山之戰並戰死。另一說指在天正3年（1575年）與小寺政職戰鬥時戰死的島津新九郎和忠之是同一人物，不過沒有史料證明。

## 稻岡神社
因為在青山合戰中戰死者相當多，青山的人們為祭祀戰死者，在稻岡山南麓的稻岡神社（現今兵庫縣姬路市）中祭祀稻岡大明神。青山的人們在毎年9月15日會舉辦祭祀，以慰亡霊。稻岡山（標高68.3m）在『播磨國風土記』中，是十四丘之一的「稻牟禮丘」，有古墳時代中期的前方後圓墳。稻岡神社因為柿本人麻呂逗留而為人所知，攝社是人丸神社（祭神是柿本人麻呂公）。

## 外部連結
- 武家家伝＿播磨島津氏 （页面存档备份，存于）